# Taso del Friul
Taso (fallecido en 617) fue un noble lombardo duque del Friul junto con su hermano menor Caco desde la muerte de su padre Gisulfo II del Friul en 611 hasta la suya. Su madre era la duquesa Romilda del Friul. 

## Historia
Alrededor de 611, Gisulfo cayó en una batalla contra los invasores ávaros mientras la capital, Cividale continuaba siendo asediada, y siendo defendida por la duquesa, que había quedado como regente, junto con los pocos lombardos sobrevivientes y las esposas e hijos de los caídos. Romilda ofreció al rey ávaro Cacan el rendir la ciudad pacíficamente, si aceptaba su ofrenda de paz mediante un matrimonio entre ellos. Aceptada la oferta, se levantó el asedio y Romilda rindió la ciudad. Pero Cacan rompió su palabra y la ciudad fue saqueada, le prendieron fuego y tomaron a toda la población prisionera. Según los relatos, violó a Romilda y después permitió que sus soldados la violaran. 
Taso junto a sus otros tres hermanos, Caco, Radoaldo y Grimoaldo lograron escapar, estableciéndose con éxito como sucesores de Gisulfo. También sus cuatro hermanas, pudieron escapar de la muerte con una estratagema inteligente, poniendo trozos de carne cruda debajo de sus ropas que al pudrirse por el calor, emitían un olor fétido que asqueaba a los ávaros que intentaban acercarse. Fueron vendidas como esclavas y luego pudieron casarse con esposos dignos de su rango.
Pablo el Diácono señala que Caco y Tasone asumieron el gobierno del ducado, 'se hicieron cargo del gobierno del ducado después de la muerte de Gisulfo', a priori, en el marco de una gobernanza conjunta y emprendieron diversas contra campañas y sometieron a los vecinos eslavos del valle del río Gail hasta Matrei y les impusieron tributos, que desde entonces se vieron obligados a mantener, hasta la época de Rachis. Los dos hermanos buscaron una alianza con los bizantinos como su padre, pero fueron traicionados por Gregorio, exarca de Rávena y cayeron en una emboscada en la ciudad de Oderzo. 
La crónica evoca que el exarca había prometido a Taso adoptarle como hijo, para lo cual era costumbre someterse al ceremonial del corte ritual de la barba en Oderzo. El duque fue allí con su hermano y una pequeña escolta y nada más llegar, Gregorio ordenó cerrar las puertas de la ciudad y mandó atacar a los lombardos. Los hermanos comprendieron de inmediato la situación, se prepararon para luchar e intercambiaron el beso de la paz y el último adiós. Luego se dispersaron por las calles, matando a los que se ponían por delante y, escribe Pablo el Diácono, 'haciendo una gran masacre entre los romanos; pero finalmente cayeron asesinados'. Gregorio todavía tuvo tiempo de cumplir su promesa, ordenó que trajeran la cabeza de Taso y le cortaran la barba.
En ese momento la ciudad de Oderzo estaba gobernada por el obispo Ticiano de Oderzo, que posteriormente sería reconocido como santo.
Radoaldo y Grimoaldo escaparon y se instalaron en Benevento donde gobernaba un familiar suyo, el duque Arechis. El Friul pasó a ser gobernada por su tío Grasulfo II.